# 汐止 (大字)
汐止，原稱水返腳，是臺灣新北市汐止區的主聚落及鄰近地區，位於該區中部的基隆河南岸。相較於今日行政區，其範圍大致包括智慧里不含西北部凸出部分、文化里東大半部、白雲里北部（北北西方狹長地帶）及最北端、秀山里不含東部、福安里不含東部、崇德里西部鄰近茄苳溪南岸一小塊地、新昌里、城中里中部、仁德里、義民里、信望里、禮門里、大同里、復興里、自強里、秀峰里。

## 歷史
台灣清治末期至日治前期，汐止地區為一街庄，稱為「水返腳街」，隸屬於石碇堡。該街北隔基隆河與鄉長厝庄為鄰，東北與保長坑庄為鄰，東與茄苳腳庄為鄰，南邊為康誥坑庄、白匏湖庄，西邊為樟樹灣庄。
1901年（日治明治三十四年）11月，該街隸屬於基隆廳，編入第十四區。1905年（明治三十八年）7月，第十四區、第十五區、第十六區、第十九區合併為「水返腳區」。1920年（大正九年），該街改制並改名為「汐止」大字，隸屬於臺北州七星郡汐止街，大字下有「汐止」、「街後」、「下寮」小字名。
戰後汐止街改制為汐止鎮，隸屬於臺北縣，大字亦改制為里。1999年6月，汐止鎮升格為汐止市。2010年12月，臺北縣升格為新北市，汐止市改制為汐止區。

## 交通
台鐵縱貫線橫越汐止地區中部偏北，並設有汐止車站、汐科車站。汐止車站為二等站，停靠大部分的自強號、莒光號、復興號及全部的區間快車、區間車，北上可前往基隆、宜蘭、花蓮、台東等地，南下可前往台北、桃園、新竹及中南部各地。
省道台5甲線（大同路）為舊省道，橫越本地區北部；省道台5線（新台五路）則為截彎取直的新省道，位於台5甲線南側並與之大致平行。兩者皆是連絡台北與基隆的要道。
國道1號經過本地區北側不遠處，汐止交流道雖在境外，但以禮門街與省道台5甲線相連。由此向東北可前往基隆，向西南可前往台灣西部各地。

## 學校
- 秀峰高中
- 汐止國小
- 秀峰國小
- 青山國中小

## 廟宇
- 汐止濟德宮（媽祖廟）
- 汐止忠順廟（主祀保儀大夫）